# Phyllomacromia picta
Phyllomacromia picta är en trollsländeart som först beskrevs av Hagen in Selys 1871.  Phyllomacromia picta ingår i släktet Phyllomacromia och familjen skimmertrollsländor. IUCN kategoriserar arten globalt som livskraftig. Inga underarter finns listade i Catalogue of Life.